# Liste der Senatoren der Freien Stadt Frankfurt 1864
Diese Liste enthält die Senatoren der Freien Stadt Frankfurt im Jahr 1864.

## Senatoren
| Name                              | Geburtsdatum      | Anmerkung              |
| --------------------------------- | ----------------- | ---------------------- |
| Anton Heinrich Emil von Oven      | 1. April 1817     | Älterer Bürgermeister  |
| Carl Constanz Victor Fellner      | 24. Juli 1807     | Jüngerer Bürgermeister |
| Joseph Anton Wolfgang Forsboom    | 3. August 1817    |                        |
| Carl Heinrich Georg von Heyden    | 20. Januar 1793   |                        |
| Johann Georg Neuburg              | 15. Oktober 1795  |                        |
| Philipp Friedrich Gwinner         | 11. Januar 1796   |                        |
| Carl Franz von Schweitzer         | 13. Oktober 1800  |                        |
| Johann Leonhard Reuß              | 15. März 1798     |                        |
| Johann Jacob Conrad Kloß          | 1. November 1799  |                        |
| Samuel Gottlieb Müller            | 20. Januar 1802   |                        |
| Georg Christoph Friedrich Siebert | 18. Mai 1804      |                        |
| Dr. Johannes August Speltz        | 18. Mai 1823      |                        |
| Franz Jacob Alfred Bernus         | 14. Oktober 1808  |                        |
| Georg Conrad Jäger                | 15. Dezember 1817 |                        |
| Wilhelm Carl Ludwig Supf          | 28. Mai 1803      |                        |
| Wilhelm Carl Friedrich Textor     | 18. Februar 1806  |                        |
| Johann Georg Schöffer             | 3. Februar 1821   |                        |
| Johann Eduard Schmidt             | 10. Mai 1791      |                        |
| Georg Finger                      | 19. Juli 1787     |                        |
| Philipp Jacob Kalb                | 25. Juni 1805     |                        |